# Норт Бранч (Мичиген)
Норт Бранч (енгл. North Branch) град је у америчкој савезној држави Мичиген.

## Демографија
По попису из 2010. године број становника је 1.033, што је 6 (0,6%) становника више него 2000. године.
| Група             | 2000.       | 2010.       |
| Белци             | 989 (96,3%) | 979 (94,8%) |
| Афроамериканци    | 2 (0,2%)    | 2 (0,2%)    |
| Азијати           | 2 (0,2%)    | 2 (0,2%)    |
| Хиспаноамериканци | 23 (2,2%)   | 40 (3,9%)   |
| Укупно            | 1.027       | 1.033       |